# 우리민족끼리 (대한민국)
우리민족끼리는 대한민국의 웹사이트로 조선민주주의인민공화국의 대남 선동 매체인 우리민족끼리를 패러디하였다. 사이트 주소 중 알파벳 k자 하나가 빠지며 2012년 5월에 개설되었다.
조선민주주의인민공화국에 대한 반대 입장을 표명하고 있었으며 조선민주주의인민공화국에서 만들어진 사진이나 동영상들을 편집하여 역비판하는 매체를 제작하고 있었다. 또한 대한민국에 대한 조선민주주의인민공화국의 도발 사례, 한국 전쟁 관련 자료, 북한의 인권 실태 등의 자료들도 게시하고 있었다. 대한민국 사람들은 원래의 우리민족끼리와 구분하기 위해 "짝퉁(가짜) 우리민족끼리"를 줄여서 짭민끼라고 칭하는 경우가 많다. 이 이외에 사이트 이용자들은 남조선우민끼, 북민위(북조선민주화위원회의 줄임말) 등으로 부르기도 한다.

## 연혁
개설 초기인 2012년 5월부터는 원본 우리민족끼리와 유사한 형태였으나 2016년 6월 12일에 홈페이지가 재구성되었다. 2016년 7월 5일까지 운영 후 폐쇄한다는 게시물이 공지사항에 올라왔고 이후에 폐쇄되었다.

## 같이 보기
- 우리민족끼리